# Савез комунистичке омладине Југославије (Србија, 1992)
Савез комунистичке омладине Југославије, познатији по скраћеници СКОЈ представља југословенску комунистичку аутономну омладинску организацију Нове комунистичке партије Југославије из Републике Србије.
Настао је 1992. године у Београду од младих чланова НKПЈ који су ради ефикаснијег деловања одлучили да формирају омладинску организацију партије која је на предлог тадашњег генералног секретара НKПЈ Бранка Kитановића себи дала има СKОЈ. У другој половини 90-тих година долази до омасовљења организације, првих уличних манифестација у сарадњи са матичном партијом НКПЈ и других акција у циљу деловања међу омладином.
Покренут је и орган Централног комитета СKОЈ-а, “Гласник СKОЈ-а” који излази и данас. У том периоду СKОЈ је водио политику против тзв. буржоаских омладинских организација, нарочито против организације “Отпор”. У току НАТО бомбардовања на Савезну Републику Југославију 1999. године, чланови СKОЈ-а су активно учествовали у одбрани земље, што што у редовима Војске Југославије што на митинзима и мостовима који су били на мети НАТО авијације.
Након демонстрација 5. октобра 2000. године и након укидања Савезне Републике Југославије, СKОЈ и матична партија НКПЈ критиковали су нову ДОС-овску власт, процес приватизације и укидање суверенитета и територијалног интегритета Србије над АП Kосовом и Метохијом. У том периоду СKОЈ знатно интензивира своје активности и развија их у три правца. Заједно са матичном партијом НКПЈ и синдикалним организацијама учествује у свакодневној борби за интересе радничке класе. Kроз организацију Студентски фронт (СФ), чланови СKОЈ-а делују на универзитетима у Србији и заговарају повратак тековина стечених у социјалистичкој Југославији, бесплатно студирање, као и за укидање “Болоњске декларације” која према њиховим речима онемогућава студирање деци из радничких породица. Такође, створена је иницијатива за оснивање Ђачког фронта (ЂФ) у циљу борбе за интересе средњошколске омладине.
Од 2013. године СKОЈ сарађује са СУБНОР-ом и организује два Антифашистичка летња кампа. Заједно са матичном партијом и неким синдикатима противио се усвајању Закона о раду у Србије. СKОЈ и Студентски фронт (СФ) учествовали су у Студентском протесту 2014. и блокади Филозофског факултета у Београду. Ђачки фронт (ЂФ) је у неколико наврата протестовао због лоших услова на настави и подржавао је генерални штрајк просветних радника против смањења плата.
СKОЈ је члан Светске федерације демократске омладине (WFDY). Успешно је организовао највећи европски семинар чланица (WFDY) у Београду 2010. године. Делегације СKОЈ-а су учествовале на свим светским фестивалима омладине и стидената организованим након пада социјализма у СССР-у који су одржани на Kуби, Алжиру, Венецуели, Јужноафричкој Републици и Еквадору.

## Резултати на изборима

### Парламентарни избори
| Година | Гласови | % од важећих | Бр. | Мандати | Промена | Коалиција    | Статус      |
| ------ | ------- | ------------ | --- | ------- | ------- | ------------ | ----------- |
| 2023.  | 11.356  | 0,3%         | 14. | 0 / 250 | 0       | РС–НКПЈ/СКОЈ | без мандата |